# 大葫蘆步行蟲
大葫蘆步行蟲 （學名：Scarites sulcatus），別稱「長牙黑步行蟲」、「瓢簞步行蟲」，夜行，趨光。